# Incontri ufficiali della nazionale maschile di calcio della Bolivia
| Cronologia completa delle presenze e delle reti in nazionale ― Bolivia | Cronologia completa delle presenze e delle reti in nazionale ― Bolivia | Cronologia completa delle presenze e delle reti in nazionale ― Bolivia | Cronologia completa delle presenze e delle reti in nazionale ― Bolivia | Cronologia completa delle presenze e delle reti in nazionale ― Bolivia | Cronologia completa delle presenze e delle reti in nazionale ― Bolivia | Cronologia completa delle presenze e delle reti in nazionale ― Bolivia             | Cronologia completa delle presenze e delle reti in nazionale ― Bolivia |
| Data                                                                   | Città                                                                  | In casa                                                                | Risultato                                                              | Ospiti                                                                 | Competizione                                                           | Reti                                                                               | Note                                                                   |
| ---------------------------------------------------------------------- | ---------------------------------------------------------------------- | ---------------------------------------------------------------------- | ---------------------------------------------------------------------- | ---------------------------------------------------------------------- | ---------------------------------------------------------------------- | ---------------------------------------------------------------------------------- | ---------------------------------------------------------------------- |
| 12/10/1926                                                             | Santiago del Cile                                                      | Cile                                                                   | 7 – 1                                                                  | Bolivia                                                                | Campeonato Sudamericano de Football 1926                               | Aguilar                                                                            | All:Job De La Cerda                                                    |
| 16/10/1926                                                             | Santiago del Cile                                                      | Argentina                                                              | 5 – 0                                                                  | Bolivia                                                                | Campeonato Sudamericano de Football 1926                               | -                                                                                  | All:Job De La Cerda                                                    |
| 23/10/1926                                                             | Santiago del Cile                                                      | Paraguay                                                               | 6 – 1                                                                  | Bolivia                                                                | Campeonato Sudamericano de Football 1926                               | Soto                                                                               | All:Job De La Cerda                                                    |
| 28/10/1926                                                             | Santiago del Cile                                                      | Uruguay                                                                | 6 – 0                                                                  | Bolivia                                                                | Campeonato Sudamericano de Football 1926                               | -                                                                                  | All:Job De La Cerda                                                    |
| 30/10/1927                                                             | Lima\|Lima (Perù)\|Lima                                                | Argentina                                                              | 7 – 1                                                                  | Bolivia                                                                | Campeonato Sudamericano de Football 1927                               | Mario Alborta                                                                      | All:Jorge Luis Valderrama                                              |
| 06/11/1927                                                             | Lima\|Lima (Perù)\|Lima                                                | Uruguay                                                                | 9 – 0                                                                  | Bolivia                                                                | Campeonato Sudamericano de Football 1927                               | -                                                                                  | All:Jorge Luis Valderrama                                              |
| 13/11/1927                                                             | Lima\|Lima (Perù)\|Lima                                                | Perù                                                                   | 3 – 2                                                                  | Bolivia                                                                | Campeonato Sudamericano de Football 1927                               | José Bustamante (2)                                                                | All:Jorge Luis Valderrama                                              |
| 17/07/1930                                                             | Montevideo                                                             | Jugoslavia                                                             | 4 – 0                                                                  | Bolivia                                                                | Mondiali 1930                                                          | -                                                                                  | All:Ulises Saucedo                                                     |
| 20/07/1930                                                             | Montevideo                                                             | Brasile                                                                | 4 – 0                                                                  | Bolivia                                                                | Mondiali 1930                                                          | -                                                                                  | All:Ulises Saucedo                                                     |
| 08/08/1938                                                             | Bogotà                                                                 | Bolivia                                                                | 1 – 1                                                                  | Ecuador                                                                | Bolivarian Games 1938                                                  | ?                                                                                  | All:Julio Borelli                                                      |
| 11/08/1938                                                             | Bogotà                                                                 | Bolivia                                                                | 3 – 1                                                                  | Venezuela                                                              | Bolivarian Games 1938                                                  | ?                                                                                  | All:Julio Borelli                                                      |
| 13/08/1938                                                             | Bogotà                                                                 | Perù                                                                   | 0 – 3                                                                  | Bolivia                                                                | Bolivarian Games 1938                                                  | ?                                                                                  | All:Julio Borelli                                                      |
| 16/08/1938                                                             | Bogotà                                                                 | Bolivia                                                                | 2 – 1                                                                  | Colombia                                                               | Bolivarian Games 1938                                                  | ?                                                                                  | All:Julio Borelli                                                      |
| 22/08/1938                                                             | Bogotà                                                                 | Bolivia                                                                | 2 – 1                                                                  | Ecuador                                                                | Bolivarian Games 1938                                                  | ?                                                                                  | All:Julio Borelli                                                      |
| 18/01/1945                                                             | Santiago del Cile                                                      | Argentina                                                              | 4 – 0                                                                  | Bolivia                                                                | Campeonato Sudamericano de Football 1945                               | -                                                                                  | All:Julio Borelli                                                      |
| 24/01/1945                                                             | Santiago del Cile                                                      | Cile                                                                   | 5 – 0                                                                  | Bolivia                                                                | Campeonato Sudamericano de Football 1945                               | -                                                                                  | All:Julio Borelli                                                      |
| 28/01/1945                                                             | Santiago del Cile                                                      | Brasile                                                                | 2 – 0                                                                  | Bolivia                                                                | Campeonato Sudamericano de Football 1945                               | -                                                                                  | All:Julio Borelli                                                      |
| 11/02/1945                                                             | Santiago del Cile                                                      | Bolivia                                                                | 0 – 0                                                                  | Ecuador                                                                | Campeonato Sudamericano de Football 1945                               | -                                                                                  | All:Julio Borelli                                                      |
| 15/02/1945                                                             | Santiago del Cile                                                      | Uruguay                                                                | 2 – 0                                                                  | Bolivia                                                                | Campeonato Sudamericano de Football 1945                               | -                                                                                  | All:Julio Borelli                                                      |
| 21/02/1945                                                             | Santiago del Cile                                                      | Bolivia                                                                | 3 – 3                                                                  | Colombia                                                               | Campeonato Sudamericano de Football 1945                               | Fernandez, Zenon Gonzalez, Orgaz                                                   | All:Julio Borelli                                                      |
| 16/01/1946                                                             | Buenos Aires                                                           | Brasile                                                                | 3 – 0                                                                  | Bolivia                                                                | Campeonato Sudamericano de Football 1946                               | -                                                                                  | All:Diogenes Lara                                                      |
| 19/01/1946                                                             | Buenos Aires                                                           | Argentina                                                              | 7 – 1                                                                  | Bolivia                                                                | Campeonato Sudamericano de Football 1946                               | Peredo                                                                             | All:Diogenes Lara                                                      |
| 26/01/1946                                                             | Buenos Aires                                                           | Paraguay                                                               | 4 – 2                                                                  | Bolivia                                                                | Campeonato Sudamericano de Football 1946                               | Autorete, Gonzalez                                                                 | All:Diogenes Lara                                                      |
| 08/02/1946                                                             | Buenos Aires                                                           | Cile                                                                   | 4 – 1                                                                  | Bolivia                                                                | Campeonato Sudamericano de Football 1946                               | Peredo                                                                             | All:Diogenes Lara                                                      |
| 30/11/1947                                                             | Guayaquil                                                              | Ecuador                                                                | 2 – 2                                                                  | Bolivia                                                                | Campeonato Sudamericano de Football 1947                               | Benigno Gutiérrez (2)                                                              | All:?                                                                  |
| 04/12/1947                                                             | Guayaquil                                                              | Argentina                                                              | 7 – 0                                                                  | Bolivia                                                                | Campeonato Sudamericano de Football 1947                               | -                                                                                  | All:?                                                                  |
| 09/12/1947                                                             | Guayaquil                                                              | Uruguay                                                                | 3 – 0                                                                  | Bolivia                                                                | Campeonato Sudamericano de Football 1947                               | -                                                                                  | All:?                                                                  |
| 13/12/1947                                                             | Guayaquil                                                              | Colombia                                                               | 0 – 0                                                                  | Bolivia                                                                | Campeonato Sudamericano de Football 1947                               | -                                                                                  | All:?                                                                  |
| 18/12/1947                                                             | Guayaquil                                                              | Paraguay                                                               | 3 – 1                                                                  | Bolivia                                                                | Campeonato Sudamericano de Football 1947                               | González                                                                           | All:?                                                                  |
| 27/12/1947                                                             | Guayaquil                                                              | Perù                                                                   | 2 – 0                                                                  | Bolivia                                                                | Campeonato Sudamericano de Football 1947                               | -                                                                                  | All:?                                                                  |
| 31/12/1947                                                             | Guayaquil                                                              | Cile                                                                   | 4 – 3                                                                  | Bolivia                                                                | Campeonato Sudamericano de Football 1947                               | ?                                                                                  | All:?                                                                  |
| 06/01/1948                                                             | Lima\|Lima (Perù)\|Lima                                                | Bolivia                                                                | 2 – 2                                                                  | Venezuela                                                              | Bolivarian Games                                                       | ?                                                                                  | All:?                                                                  |
| 06/04/1949                                                             | San Paolo                                                              | Bolivia                                                                | 3 – 2                                                                  | Cile                                                                   | Campeonato Sudamericano de Football 1949                               | ?                                                                                  | All:?                                                                  |
| 10/04/1949                                                             | San Paolo                                                              | Brasile                                                                | 10 – 1                                                                 | Bolivia                                                                | Campeonato Sudamericano de Football 1949                               | Víctor Ugarte                                                                      | All:?                                                                  |
| 17/04/1949                                                             | Rio de Janeiro                                                         | Bolivia                                                                | 3 – 2                                                                  | Uruguay                                                                | Campeonato Sudamericano de Football 1949                               | Víctor Ugarte, Algañaraz, Benigno Gutiérrez                                        | All:?                                                                  |
| 25/04/1949                                                             | San Paolo                                                              | Bolivia                                                                | 2 – 0                                                                  | Ecuador                                                                | Campeonato Sudamericano de Football 1949                               | Carlos Sánchez, Víctor Ugarte (rig)                                                | All:?                                                                  |
| 27/04/1949                                                             | Santos                                                                 | Perù                                                                   | 3 – 0                                                                  | Bolivia                                                                | Campeonato Sudamericano de Football 1949                               | -                                                                                  | All:?                                                                  |
| 30/04/1949                                                             | Rio de Janeiro                                                         | Paraguay                                                               | 7 – 0                                                                  | Bolivia                                                                | Campeonato Sudamericano de Football 1949                               | -                                                                                  | All:?                                                                  |
| 06/05/1949                                                             | Rio de Janeiro                                                         | Bolivia                                                                | 4 – 0                                                                  | Colombia                                                               | Campeonato Sudamericano de Football 1949                               | Benedicto Godoy, Benigno Gutiérrez, Rojas, Víctor Ugarte                           | All:?                                                                  |
| 26/02/1950                                                             | La Paz                                                                 | Bolivia                                                                | 2 – 0                                                                  | Cile                                                                   | Qual. Mondiali 1950                                                    | ?                                                                                  | All:?                                                                  |
| 12/03/1950                                                             | Santiago del Cile                                                      | Cile                                                                   | 5 – 0                                                                  | Bolivia                                                                | Qual. Mondiali 1950                                                    | -                                                                                  | All:?                                                                  |
| 02/07/1950                                                             | Belo Horizonte                                                         | Uruguay                                                                | 8 – 0                                                                  | Bolivia                                                                | Mondiali 1950                                                          | -                                                                                  | All:?                                                                  |
| 22/02/1953                                                             | Lima\|Lima (Perù)\|Lima                                                | Perù                                                                   | 0 – 1                                                                  | Bolivia                                                                | Campeonato Sudamericano de Football 1953                               | Víctor Ugarte                                                                      | All:?                                                                  |
| 25/02/1953                                                             | Lima\|Lima (Perù)\|Lima                                                | Uruguay                                                                | 2 – 0                                                                  | Bolivia                                                                | Campeonato Sudamericano de Football 1953                               | -                                                                                  | All:?                                                                  |
| 01/03/1953                                                             | Lima\|Lima (Perù)\|Lima                                                | Brasile                                                                | 8 – 1                                                                  | Bolivia                                                                | Campeonato Sudamericano de Football 1953                               | Víctor Ugarte (rig)                                                                | All:?                                                                  |
| 08/03/1953                                                             | Lima\|Lima (Perù)\|Lima                                                | Bolivia                                                                | 1 – 1                                                                  | Ecuador                                                                | Campeonato Sudamericano de Football 1953                               | Guzmán                                                                             | All:?                                                                  |
| 16/03/1953                                                             | Lima\|Lima (Perù)\|Lima                                                | Paraguay                                                               | 2 – 1                                                                  | Bolivia                                                                | Campeonato Sudamericano de Football 1953                               | Santos                                                                             | All:?                                                                  |
| 28/03/1953                                                             | Lima\|Lima (Perù)\|Lima                                                | Cile                                                                   | 2 – 2                                                                  | Bolivia                                                                | Campeonato Sudamericano de Football 1953                               | Santos, Alcón                                                                      | All:?                                                                  |
| 06/06/1957                                                             | Asunción                                                               | Paraguay                                                               | 5 – 2                                                                  | Bolivia                                                                | Peace of Chaco Cup                                                     | ?                                                                                  | All:?                                                                  |
| 13/06/1957                                                             | Asunción                                                               | Paraguay                                                               | 0 – 1                                                                  | Bolivia                                                                | Peace of Chaco Cup                                                     | ?                                                                                  | All:?                                                                  |
| 18/08/1957                                                             | La Paz                                                                 | Bolivia                                                                | 3 – 3                                                                  | Paraguay                                                               | Peace of Chaco Cup                                                     | ?                                                                                  | All:?                                                                  |
| 21/08/1957                                                             | La Paz                                                                 | Bolivia                                                                | 2 – 1                                                                  | Paraguay                                                               | Peace of Chaco Cup                                                     | ?                                                                                  | All:?                                                                  |
| 22/09/1957                                                             | Santiago del Cile                                                      | Cile                                                                   | 2 – 1                                                                  | Bolivia                                                                | Qual. Mondiali 1958                                                    | ?                                                                                  | All:?                                                                  |
| 29/09/1957                                                             | La Paz                                                                 | Bolivia                                                                | 3 – 0                                                                  | Cile                                                                   | Qual. Mondiali 1958                                                    | ?                                                                                  | All:?                                                                  |
| 06/10/1957                                                             | La Paz                                                                 | Bolivia                                                                | 2 – 0                                                                  | Argentina                                                              | Qual. Mondiali 1958                                                    | ?                                                                                  | All:?                                                                  |
| 27/10/1957                                                             | Buenos Aires                                                           | Argentina                                                              | 4 – 0                                                                  | Bolivia                                                                | Qual. Mondiali 1958                                                    | -                                                                                  | All:?                                                                  |
| 08/03/1959                                                             | Buenos Aires                                                           | Uruguay                                                                | 7 – 0                                                                  | Bolivia                                                                | Campeonato Sudamericano de Football 1959                               | -                                                                                  | All:?                                                                  |
| 11/03/1959                                                             | Buenos Aires                                                           | Argentina                                                              | 2 – 0                                                                  | Bolivia                                                                | Campeonato Sudamericano de Football 1959                               | -                                                                                  | All:?                                                                  |
| 15/03/1959                                                             | Buenos Aires                                                           | Paraguay                                                               | 5 – 0                                                                  | Bolivia                                                                | Campeonato Sudamericano de Football 1959                               | -                                                                                  | All:?                                                                  |
| 21/03/1959                                                             | Buenos Aires                                                           | Brasile                                                                | 4 – 2                                                                  | Bolivia                                                                | Campeonato Sudamericano de Football 1959                               | Alcón, García                                                                      | All:?                                                                  |
| 26/03/1959                                                             | Buenos Aires                                                           | Cile                                                                   | 5 – 2                                                                  | Bolivia                                                                | Campeonato Sudamericano de Football 1959                               | Alcócer (2)                                                                        | All:?                                                                  |
| 29/03/1959                                                             | Buenos Aires                                                           | Perù                                                                   | 0 – 0                                                                  | Bolivia                                                                | Campeonato Sudamericano de Football 1959                               | -                                                                                  | All:?                                                                  |
| 15/07/1961                                                             | La Paz                                                                 | Bolivia                                                                | 1 – 1                                                                  | Uruguay                                                                | Qual. Mondiali 1962                                                    | ?                                                                                  | All:?                                                                  |
| 30/07/1961                                                             | Montevideo                                                             | Uruguay                                                                | 2 – 1                                                                  | Bolivia                                                                | Qual. Mondiali 1962                                                    | ?                                                                                  | All:?                                                                  |
| 10/08/1962                                                             | Cochabamba                                                             | Bolivia                                                                | 3 – 1                                                                  | Paraguay                                                               | Peace of Chaco Cup                                                     | ?                                                                                  | All:?                                                                  |
| 12/08/1962                                                             | La Paz                                                                 | Bolivia                                                                | 3 – 2                                                                  | Paraguay                                                               | Peace of Chaco Cup                                                     | ?                                                                                  | All:?                                                                  |
| 17/02/1963                                                             | Asunción                                                               | Paraguay                                                               | 3 – 0                                                                  | Bolivia                                                                | Peace of Chaco Cup                                                     | -                                                                                  | All:Wilfredo Camacho                                                   |
| 19/02/1963                                                             | Asunción                                                               | Paraguay                                                               | 5 – 1                                                                  | Bolivia                                                                | Peace of Chaco Cup                                                     | ?                                                                                  | All:Wilfredo Camacho                                                   |
| 10/03/1963                                                             | La Paz                                                                 | Bolivia                                                                | 4 – 4                                                                  | Ecuador                                                                | Campeonato Sudamericano de Football 1963                               | R. López, Castillo, Alcócer, Camacho                                               | All:Wilfredo Camacho                                                   |
| 17/03/1963                                                             | Cochabamba                                                             | Bolivia                                                                | 2 – 1                                                                  | Colombia                                                               | Campeonato Sudamericano de Football 1963                               | Alcócer (2)                                                                        | All:Wilfredo Camacho                                                   |
| 21/03/1963                                                             | La Paz                                                                 | Bolivia                                                                | 3 – 2                                                                  | Perù                                                                   | Campeonato Sudamericano de Football 1963                               | Camacho, Alcócer, García                                                           | All:Wilfredo Camacho                                                   |
| 24/03/1963                                                             | Cochabamba                                                             | Bolivia                                                                | 2 – 0                                                                  | Paraguay                                                               | Campeonato Sudamericano de Football 1963                               | Castillo, García                                                                   | All:Wilfredo Camacho                                                   |
| 28/03/1963                                                             | La Paz                                                                 | Bolivia                                                                | 3 – 2                                                                  | Argentina                                                              | Campeonato Sudamericano de Football 1963                               | Castillo, Ramiro Blacut, Camacho                                                   | All:Wilfredo Camacho                                                   |
| 31/03/1963                                                             | Cochabamba                                                             | Bolivia                                                                | 5 – 4                                                                  | Brasile                                                                | Campeonato Sudamericano de Football 1963                               | Víctor Ugarte (2), Camacho, García, Alcócer                                        | All:Wilfredo Camacho                                                   |
| 25/07/1965                                                             | Asunción                                                               | Paraguay                                                               | 2 – 0                                                                  | Bolivia                                                                | Qual. Mondiali 1966                                                    | -                                                                                  | All:Wilfredo Camacho                                                   |
| 17/08/1965                                                             | Buenos Aires                                                           | Argentina                                                              | 4 – 1                                                                  | Bolivia                                                                | Qual. Mondiali 1966                                                    | ?                                                                                  | All:Wilfredo Camacho                                                   |
| 22/08/1965                                                             | La Paz                                                                 | Bolivia                                                                | 2 – 1                                                                  | Paraguay                                                               | Qual. Mondiali 1966                                                    | ?                                                                                  | All:Wilfredo Camacho                                                   |
| 29/08/1965                                                             | La Paz                                                                 | Bolivia                                                                | 1 – 2                                                                  | Argentina                                                              | Qual. Mondiali 1966                                                    | ?                                                                                  | All:Wilfredo Camacho                                                   |
| 17/01/1967                                                             | Montevideo                                                             | Uruguay                                                                | 4 – 0                                                                  | Bolivia                                                                | Campeonato Sudamericano de Football 1967                               | -                                                                                  | All:Wilfredo Camacho                                                   |
| 22/01/1967                                                             | Montevideo                                                             | Argentina                                                              | 1 – 0                                                                  | Bolivia                                                                | Campeonato Sudamericano de Football 1967                               | -                                                                                  | All:Wilfredo Camacho                                                   |
| 25/01/1967                                                             | Montevideo                                                             | Paraguay                                                               | 1 – 0                                                                  | Bolivia                                                                | Campeonato Sudamericano de Football 1967                               | -                                                                                  | All:Wilfredo Camacho                                                   |
| 28/01/1967                                                             | Montevideo                                                             | Venezuela                                                              | 3 – 0                                                                  | Bolivia                                                                | Campeonato Sudamericano de Football 1967                               | -                                                                                  | All:Wilfredo Camacho                                                   |
| 01/02/1967                                                             | Montevideo                                                             | Bolivia                                                                | 0 – 0                                                                  | Cile                                                                   | Campeonato Sudamericano de Football 1967                               | -                                                                                  | All:Wilfredo Camacho                                                   |
| 27/07/1969                                                             | La Paz                                                                 | Bolivia                                                                | 3 – 1                                                                  | Argentina                                                              | Qual. Mondiali 1970                                                    | J. Díaz, Ramiro Blacut, Álvarez                                                    | All:Dan Georgiadis                                                     |
| 10/08/1969                                                             | La Paz                                                                 | Bolivia                                                                | 2 – 1                                                                  | Perù                                                                   | Qual. Mondiali 1970                                                    | Álvarez, autorete                                                                  | All:Dan Georgiadis                                                     |
| 17/08/1969                                                             | Lima\|Lima (Perù)\|Lima                                                | Perù                                                                   | 3 – 0                                                                  | Bolivia                                                                | Qual. Mondiali 1970                                                    | -                                                                                  | All:Dan Georgiadis                                                     |
| 24/08/1969                                                             | Buenos Aires                                                           | Argentina                                                              | 1 – 0                                                                  | Bolivia                                                                | Qual. Mondiali 1970                                                    | -                                                                                  | All:Dan Georgiadis                                                     |
| 15/08/1971                                                             | La Paz                                                                 | Bolivia                                                                | 3 – 4                                                                  | Cile                                                                   | ?                                                                      | ?                                                                                  | All:Dan Georgiadis                                                     |
| 11/06/1972                                                             | Curitiba                                                               | Bolivia                                                                | 0 – 3                                                                  | Perù                                                                   | Copa Independencia de Brasil                                           | -                                                                                  | All:Dan Georgiadis                                                     |
| 18/06/1972                                                             | Campo Grande                                                           | Jugoslavia                                                             | 1 – 1                                                                  | Bolivia                                                                | Copa Independencia de Brasil                                           | ?                                                                                  | All:Dan Georgiadis                                                     |
| 21/06/1972                                                             | Manaus                                                                 | Bolivia                                                                | 2 – 2                                                                  | Venezuela                                                              | Copa Independencia de Brasil                                           | ?                                                                                  | All:Dan Georgiadis                                                     |
| 25/06/1972                                                             | Manaus                                                                 | Bolivia                                                                | 1 – 6                                                                  | Paraguay                                                               | Copa Independencia de Brasil                                           | ?                                                                                  | All:Dan Georgiadis                                                     |
| 24/03/1973                                                             | Lima\|Lima (Perù)\|Lima                                                | Perù                                                                   | 2 – 0                                                                  | Bolivia                                                                | Sucre Cup                                                              | -                                                                                  | All:Dan Georgiadis                                                     |
| 31/03/1973                                                             | La Paz                                                                 | Bolivia                                                                | 1 – 1                                                                  | Paraguay                                                               | ?                                                                      | ?                                                                                  | All:Dan Georgiadis                                                     |
| 29/04/1973                                                             | La Paz                                                                 | Bolivia                                                                | 3 – 3                                                                  | Ecuador                                                                | ?                                                                      | ?                                                                                  | All:Dan Georgiadis                                                     |
| 06/05/1973                                                             | Quito                                                                  | Ecuador                                                                | 0 – 0                                                                  | Bolivia                                                                | ?                                                                      | -                                                                                  | All:Dan Georgiadis                                                     |
| 27/05/1973                                                             | Rio de Janeiro                                                         | Brasile                                                                | 5 – 0                                                                  | Bolivia                                                                | ?                                                                      | -                                                                                  | All:Dan Georgiadis                                                     |
| 15/07/1973                                                             | La Paz                                                                 | Bolivia                                                                | 2 – 0                                                                  | Perù                                                                   | Sucre Cup                                                              | ?                                                                                  | All:Dan Georgiadis                                                     |
| 24/07/1973                                                             | Santiago del Cile                                                      | Cile                                                                   | 3 – 0                                                                  | Bolivia                                                                | Provoste Cup                                                           | -                                                                                  | All:Dan Georgiadis                                                     |
| 02/09/1973                                                             | La Paz                                                                 | Bolivia                                                                | 1 – 2                                                                  | Paraguay                                                               | Qual. Mondiali 1974                                                    | Morales                                                                            | All:Dan Georgiadis                                                     |
| 09/09/1973                                                             | Buenos Aires                                                           | Argentina                                                              | 4 – 0                                                                  | Bolivia                                                                | Qual. Mondiali 1974                                                    | -                                                                                  | All:Dan Georgiadis                                                     |
| 23/09/1973                                                             | La Paz                                                                 | Bolivia                                                                | 0 – 1                                                                  | Argentina                                                              | Qual. Mondiali 1974                                                    | -                                                                                  | All:Dan Georgiadis                                                     |
| 30/09/1973                                                             | Asunción                                                               | Paraguay                                                               | 3 – 0                                                                  | Bolivia                                                                | Qual. Mondiali 1974                                                    | -                                                                                  | All:Dan Georgiadis                                                     |
| 27/06/1975                                                             | Cochabamba                                                             | Bolivia                                                                | 1 – 2                                                                  | Argentina                                                              | Saavedra Cup                                                           | ?                                                                                  | All:Dan Georgiadis                                                     |
| 07/07/1975                                                             | Cochabamba                                                             | Bolivia                                                                | 1 – 2                                                                  | Paraguay                                                               | ?                                                                      | ?                                                                                  | All:Dan Georgiadis                                                     |
| 09/07/1975                                                             | Cochabamba                                                             | Bolivia                                                                | 1 – 0                                                                  | Ecuador                                                                | ?                                                                      | ?                                                                                  | All:Dan Georgiadis                                                     |
| 20/07/1975                                                             | La Paz                                                                 | Bolivia                                                                | 2 – 1                                                                  | Cile                                                                   | Coppa America 1975                                                     | Mezza (2)                                                                          | All:Dan Georgiadis                                                     |
| 27/07/1975                                                             | Oruro                                                                  | Bolivia                                                                | 0 – 1                                                                  | Perù                                                                   | Coppa America 1975                                                     | -                                                                                  | All:Dan Georgiadis                                                     |
| 07/08/1975                                                             | Lima\|Lima (Perù)\|Lima                                                | Perù                                                                   | 3 – 1                                                                  | Bolivia                                                                | Coppa America 1975                                                     | Mezza (rig)                                                                        | All:Dan Georgiadis                                                     |
| 13/08/1975                                                             | Santiago del Cile                                                      | Cile                                                                   | 4 – 0                                                                  | Bolivia                                                                | Coppa America 1975                                                     | -                                                                                  | All:Dan Georgiadis                                                     |
| 06/02/1977                                                             | La Paz                                                                 | Bolivia                                                                | 0 – 1                                                                  | Paraguay                                                               | Peace of Chaco Cup                                                     | -                                                                                  | All:Rudi Gutendorf                                                     |
| 09/02/1977                                                             | La Paz                                                                 | Bolivia                                                                | 2 – 2                                                                  | Paraguay                                                               | Peace of Chaco Cup                                                     | ?                                                                                  | All:Rudi Gutendorf                                                     |
| 27/02/1977                                                             | La Paz                                                                 | Bolivia                                                                | 1 – 0                                                                  | Uruguay                                                                | Qual. Mondiali 1978                                                    | Jiménez                                                                            | All:Rudi Gutendorf                                                     |
| 06/03/1977                                                             | Caracas                                                                | Venezuela                                                              | 3 – 1                                                                  | Bolivia                                                                | Qual. Mondiali 1978                                                    | Messa, Jiménez, Aguilar                                                            | All:Rudi Gutendorf                                                     |
| 13/03/1977                                                             | La Paz                                                                 | Bolivia                                                                | 2 – 0                                                                  | Venezuela                                                              | Qual. Mondiali 1978                                                    | Jiménez, Carlos Aragonés                                                           | All:Rudi Gutendorf                                                     |
| 27/03/1977                                                             | Montevideo                                                             | Uruguay                                                                | 2 – 2                                                                  | Bolivia                                                                | Qual. Mondiali 1978                                                    | Aguilar (2)                                                                        | All:Rudi Gutendorf                                                     |
| 12/06/1977                                                             | La Paz                                                                 | Bolivia                                                                | 1 – 2                                                                  | Polonia                                                                | ?                                                                      | ?                                                                                  | All:Rudi Gutendorf                                                     |
| 14/07/1977                                                             | Cali                                                                   | Bolivia                                                                | 0 – 8                                                                  | Brasile                                                                | Qual. Mondiali 1978                                                    | -                                                                                  | All:Rudi Gutendorf                                                     |
| 17/07/1977                                                             | Cali                                                                   | Bolivia                                                                | 0 – 5                                                                  | Perù                                                                   | Qual. Mondiali 1978                                                    | -                                                                                  | All:Rudi Gutendorf                                                     |
| 29/10/1977                                                             | Budapest                                                               | Ungheria                                                               | 6 – 0                                                                  | Bolivia                                                                | Qual. Mondiali 1978                                                    | -                                                                                  | All:Rudi Gutendorf                                                     |
| 30/11/1977                                                             | La Paz                                                                 | Bolivia                                                                | 2 – 3                                                                  | Ungheria                                                               | Qual. Mondiali 1978                                                    | ?                                                                                  | All:Rudi Gutendorf                                                     |
| 10/07/1979                                                             | La Paz                                                                 | Bolivia                                                                | 2 – 1                                                                  | Paraguay                                                               | Peace of Chaco Cup                                                     | ?                                                                                  | All:Rudi Gutendorf                                                     |
| 12/07/1979                                                             | Cochabamba                                                             | Bolivia                                                                | 1 – 1                                                                  | Paraguay                                                               | ?                                                                      | ?                                                                                  | All:Rudi Gutendorf                                                     |
| 18/07/1979                                                             | La Paz                                                                 | Bolivia                                                                | 2 – 1                                                                  | Argentina                                                              | Coppa America 1979                                                     | Reynaldo                                                                           | All:Rudi Gutendorf                                                     |
| 26/07/1979                                                             | La Paz                                                                 | Bolivia                                                                | 2 – 1                                                                  | Brasile                                                                | Coppa America 1979                                                     | Carlos Aragonés (1 rig)                                                            | All:Rudi Gutendorf                                                     |
| 01/08/1979                                                             | Asunción                                                               | Paraguay                                                               | 2 – 0                                                                  | Bolivia                                                                | Peace of Chaco Cup                                                     | -                                                                                  | All:Rudi Gutendorf                                                     |
| 08/08/1979                                                             | Buenos Aires                                                           | Argentina                                                              | 3 – 0                                                                  | Bolivia                                                                | Coppa America 1979                                                     | -                                                                                  | All:Rudi Gutendorf                                                     |
| 16/08/1979                                                             | San Paolo                                                              | Brasile                                                                | 2 – 0                                                                  | Bolivia                                                                | Coppa America 1979                                                     | -                                                                                  | All:Rudi Gutendorf                                                     |
| 02/07/1980                                                             | Santa Cruz de la Sierra                                                | Bolivia                                                                | 0 – 1                                                                  | Perù                                                                   | ?                                                                      | -                                                                                  | All:Rudi Gutendorf                                                     |
| 26/08/1980                                                             | La Paz                                                                 | Bolivia                                                                | 1 – 1                                                                  | Paraguay                                                               | Peace of Chaco Cup                                                     | ?                                                                                  | All:Rudi Gutendorf                                                     |
| 28/08/1980                                                             | Santa Cruz de la Sierra                                                | Bolivia                                                                | 1 – 3                                                                  | Paraguay                                                               | ?                                                                      | ?                                                                                  | All:Rudi Gutendorf                                                     |
| 18/09/1980                                                             | Asunción                                                               | Paraguay                                                               | 3 – 1                                                                  | Bolivia                                                                | Peace of Chaco Cup                                                     | ?                                                                                  | All:Rudi Gutendorf                                                     |
| 09/11/1980                                                             | Cochabamba                                                             | Bolivia                                                                | 1 – 3                                                                  | Uruguay                                                                | ?                                                                      | ?                                                                                  | All:Rudi Gutendorf                                                     |
| 30/11/1980                                                             | La Paz                                                                 | Bolivia                                                                | 3 – 0                                                                  | Finlandia                                                              | ?                                                                      | ?                                                                                  | All:Rudi Gutendorf                                                     |
| 04/12/1980                                                             | Santa Cruz de la Sierra                                                | Bolivia                                                                | 2 – 2                                                                  | Finlandia                                                              | ?                                                                      | ?                                                                                  | All:Rudi Gutendorf                                                     |
| 11/12/1980                                                             | Montevideo                                                             | Uruguay                                                                | 5 – 0                                                                  | Bolivia                                                                | ?                                                                      | -                                                                                  | All:Rudi Gutendorf                                                     |
| 01/02/1981                                                             | La Paz                                                                 | Bolivia                                                                | 1 – 3                                                                  | Bulgaria                                                               | ?                                                                      | ?                                                                                  | All:Rudi Gutendorf                                                     |
| 15/02/1981                                                             | La Paz                                                                 | Bolivia                                                                | 3 – 0                                                                  | Venezuela                                                              | Qual. Mondiali 1982                                                    | Aguilar, Carlos Aragonés, Reynaldo                                                 | All:Rudi Gutendorf                                                     |
| 22/02/1981                                                             | La Paz                                                                 | Bolivia                                                                | 1 – 2                                                                  | Brasile                                                                | Qual. Mondiali 1982                                                    | Carlos Aragonés                                                                    | All:Rudi Gutendorf                                                     |
| 15/03/1981                                                             | Caracas                                                                | Venezuela                                                              | 1 – 0                                                                  | Bolivia                                                                | Qual. Mondiali 1982                                                    | -                                                                                  | All:Rudi Gutendorf                                                     |
| 22/03/1981                                                             | Rio de Janeiro                                                         | Brasile                                                                | 3 – 1                                                                  | Bolivia                                                                | Qual. Mondiali 1982                                                    | Carlos Aragonés (rig)                                                              | All:Rudi Gutendorf                                                     |
| 19/07/1983                                                             | La Paz                                                                 | Bolivia                                                                | 1 – 2                                                                  | Cile                                                                   | ?                                                                      | ?                                                                                  | All:?                                                                  |
| 03/08/1983                                                             | La Paz                                                                 | Bolivia                                                                | 2 – 1                                                                  | Paraguay                                                               | ?                                                                      | ?                                                                                  | All:?                                                                  |
| 05/08/1983                                                             | Santa Cruz de la Sierra                                                | Bolivia                                                                | 1 – 3                                                                  | Paraguay                                                               | ?                                                                      | ?                                                                                  | All:?                                                                  |
| 14/08/1983                                                             | La Paz                                                                 | Bolivia                                                                | 0 – 1                                                                  | Colombia                                                               | Coppa America 1983                                                     | -                                                                                  | All:?                                                                  |
| 21/08/1983                                                             | La Paz                                                                 | Bolivia                                                                | 1 – 1                                                                  | Perù                                                                   | Coppa America 1983                                                     | Erwin Romero                                                                       | All:?                                                                  |
| 24/08/1983                                                             | Arica                                                                  | Cile                                                                   | 4 – 2                                                                  | Bolivia                                                                | ?                                                                      | ?                                                                                  | All:?                                                                  |
| 31/08/1983                                                             | Bogotà                                                                 | Colombia                                                               | 2 – 2                                                                  | Bolivia                                                                | Coppa America 1983                                                     | José Milton Melgar, Silvio Rojas                                                   | All:?                                                                  |
| 04/09/1983                                                             | Lima\|Lima (Perù)\|Lima                                                | Perù                                                                   | 2 – 1                                                                  | Bolivia                                                                | Coppa America 1983                                                     | Paniagua                                                                           | All:?                                                                  |
| 03/02/1985                                                             | La Paz                                                                 | Bolivia                                                                | 2 – 1                                                                  | Germania Est                                                           | ?                                                                      | ?                                                                                  | All:Walter Roque                                                       |
| 06/02/1985                                                             | Cochabamba                                                             | Bolivia                                                                | 0 – 1                                                                  | Uruguay                                                                | ?                                                                      | -                                                                                  | All:Walter Roque                                                       |
| 17/02/1985                                                             | Lima\|Lima (Perù)\|Lima                                                | Perù                                                                   | 3 – 0                                                                  | Bolivia                                                                | ?                                                                      | -                                                                                  | All:Walter Roque                                                       |
| 21/02/1985                                                             | Quito                                                                  | Ecuador                                                                | 3 – 0                                                                  | Bolivia                                                                | ?                                                                      | -                                                                                  | All:Walter Roque                                                       |
| 25/02/1985                                                             | Caracas                                                                | Venezuela                                                              | 5 – 0                                                                  | Bolivia                                                                | ?                                                                      | -                                                                                  | All:Walter Roque                                                       |
| 21/04/1985                                                             | Santa Cruz de la Sierra                                                | Bolivia                                                                | 4 – 1                                                                  | Venezuela                                                              | ?                                                                      | -                                                                                  | All:Walter Roque                                                       |
| 21/04/1985                                                             | Santa Cruz de la Sierra                                                | Bolivia                                                                | 0 – 0                                                                  | Perù                                                                   | ?                                                                      | -                                                                                  | All:Walter Roque                                                       |
| 26/05/1985                                                             | Santa Cruz de la Sierra                                                | Bolivia                                                                | 1 – 1                                                                  | Paraguay                                                               | Qual. Mondiali 1986                                                    | Silvio Rojas                                                                       | All:Walter Roque                                                       |
| 02/06/1985                                                             | Santa Cruz de la Sierra                                                | Bolivia                                                                | 0 – 2                                                                  | Brasile                                                                | Qual. Mondiali 1986                                                    | -                                                                                  | All:Walter Roque                                                       |
| 09/06/1985                                                             | Asunción                                                               | Paraguay                                                               | 3 – 0                                                                  | Bolivia                                                                | Qual. Mondiali 1986                                                    | -                                                                                  | All:Walter Roque                                                       |
| 30/06/1985                                                             | San Paolo                                                              | Brasile                                                                | 1 – 1                                                                  | Bolivia                                                                | Qual. Mondiali 1986                                                    | Juan Carlos Sánchez                                                                | All:Walter Roque                                                       |
| 14/06/1987                                                             | Santa Cruz de la Sierra                                                | Bolivia                                                                | 0 – 2                                                                  | Paraguay                                                               | ?                                                                      | -                                                                                  | All:Walter Roque                                                       |
| 23/06/1987                                                             | Montevideo                                                             | Uruguay                                                                | 2 – 1                                                                  | Bolivia                                                                | ?                                                                      | ?                                                                                  | All:Walter Roque                                                       |
| 28/06/1987                                                             | Rosario                                                                | Uruguay                                                                | 0 – 0                                                                  | Bolivia                                                                | Coppa America 1987                                                     | -                                                                                  | All:Walter Roque                                                       |
| 01/07/1987                                                             | Rosario                                                                | Bolivia                                                                | 0 – 2                                                                  | Colombia                                                               | Coppa America 1987                                                     | -                                                                                  | All:Walter Roque                                                       |
| 25/05/1989                                                             | Cochabamba                                                             | Bolivia                                                                | 3 – 2                                                                  | Paraguay                                                               | ?                                                                      | ?                                                                                  | All:Walter Roque                                                       |
| 01/06/1989                                                             | Asunción                                                               | Paraguay                                                               | 2 – 0                                                                  | Bolivia                                                                | ?                                                                      | -                                                                                  | All:Walter Roque                                                       |
| 08/06/1989                                                             | Santa Cruz de la Sierra                                                | Bolivia                                                                | 0 – 0                                                                  | Uruguay                                                                | ?                                                                      | -                                                                                  | All:Walter Roque                                                       |
| 14/06/1989                                                             | Montevideo                                                             | Uruguay                                                                | 1 – 0                                                                  | Colombia                                                               | ?                                                                      | -                                                                                  | All:Walter Roque                                                       |
| 22/06/1989                                                             | Santa Cruz de la Sierra                                                | Bolivia                                                                | 0 – 1                                                                  | Cile                                                                   | ?                                                                      | -                                                                                  | All:Walter Roque                                                       |
| 27/06/1989                                                             | Santiago del Cile                                                      | Cile                                                                   | 2 – 1                                                                  | Bolivia                                                                | ?                                                                      | ?                                                                                  | All:Walter Roque                                                       |
| 04/07/1989                                                             | Goiânia                                                                | Uruguay                                                                | 3 – 0                                                                  | Bolivia                                                                | Coppa America 1989                                                     | -                                                                                  | All:Walter Roque                                                       |
| 06/07/1989                                                             | Goiânia                                                                | Ecuador                                                                | 0 – 0                                                                  | Bolivia                                                                | Coppa America 1989                                                     | -                                                                                  | All:Walter Roque                                                       |
| 08/07/1989                                                             | Goiânia                                                                | Cile                                                                   | 5 – 0                                                                  | Bolivia                                                                | Coppa America 1989                                                     | -                                                                                  | All:Walter Roque                                                       |
| 10/07/1989                                                             | Goiânia                                                                | Argentina                                                              | 0 – 0                                                                  | Bolivia                                                                | Coppa America 1989                                                     | -                                                                                  | All:Walter Roque                                                       |
| 20/08/1989                                                             | La Paz                                                                 | Bolivia                                                                | 2 – 1                                                                  | Perù                                                                   | Qual. Mondiali 1990                                                    | José Milton Melgar (rig), Luis Ramallo                                             | All:Jorge Habberger                                                    |
| 03/09/1989                                                             | La Paz                                                                 | Bolivia                                                                | 2 – 1                                                                  | Perù                                                                   | Qual. Mondiali 1990                                                    | autorete, Álvaro Peña                                                              | All:Jorge Habberger                                                    |
| 10/09/1989                                                             | Lima\|Lima (Perù)\|Lima                                                | Perù                                                                   | 1 – 2                                                                  | Bolivia                                                                | Qual. Mondiali 1990                                                    | Montaño, Erwin Sánchez                                                             | All:Jorge Habberger                                                    |
| 17/09/1989                                                             | Montevideo                                                             | Uruguay                                                                | 2 – 0                                                                  | Bolivia                                                                | Qual. Mondiali 1990                                                    | -                                                                                  | All:Jorge Habberger                                                    |
| 14/06/1991                                                             | Santa Cruz de la Sierra                                                | Bolivia                                                                | 0 – 1                                                                  | Paraguay                                                               | Peace of Chaco Cup                                                     | -                                                                                  | All:Ramiro Blacut                                                      |
| 16/06/1991                                                             | Asunción                                                               | Paraguay                                                               | 0 – 0                                                                  | Bolivia                                                                | Peace of Chaco Cup                                                     | -                                                                                  | All:Ramiro Blacut                                                      |
| 07/07/1991                                                             | Valparaíso                                                             | Uruguay                                                                | 1 – 1                                                                  | Bolivia                                                                | Coppa America 1991                                                     | Berthy Suárez                                                                      | All:Ramiro Blacut                                                      |
| 09/07/1991                                                             | Viña del Mar                                                           | Brasile                                                                | 2 – 1                                                                  | Bolivia                                                                | Coppa America 1991                                                     | Erwin Sánchez (rig)                                                                | All:Ramiro Blacut                                                      |
| 11/07/1991                                                             | Viña del Mar                                                           | Colombia                                                               | 0 – 0                                                                  | Bolivia                                                                | Coppa America 1991                                                     | -                                                                                  | All:Ramiro Blacut                                                      |
| 13/07/1991                                                             | Viña del Mar                                                           | Ecuador                                                                | 4 – 0                                                                  | Bolivia                                                                | Coppa America 1991                                                     | -                                                                                  | All:Ramiro Blacut                                                      |
| 03/03/1993                                                             | Asunción                                                               | Paraguay                                                               | 1 – 0                                                                  | Bolivia                                                                | Peace of Chaco Cup                                                     | -                                                                                  | All:Xabier Azkargorta                                                  |
| 12/03/1993                                                             | San Salvador                                                           | El Salvador                                                            | 2 – 2                                                                  | Bolivia                                                                | ?                                                                      | -                                                                                  | All:Xabier Azkargorta                                                  |
| 14/03/1993                                                             | San Pedro Sula                                                         | Honduras                                                               | 0 – 0                                                                  | Bolivia                                                                | ?                                                                      | -                                                                                  | All:Xabier Azkargorta                                                  |
| 16/03/1993                                                             | Tegucigalpa                                                            | Honduras                                                               | 0 – 0                                                                  | Bolivia                                                                | ?                                                                      | -                                                                                  | All:Xabier Azkargorta                                                  |
| 31/03/1993                                                             | Arica                                                                  | Cile                                                                   | 2 – 1                                                                  | Bolivia                                                                | ?                                                                      | ?                                                                                  | All:Xabier Azkargorta                                                  |
| 23/05/1993                                                             | Fullerton                                                              | Stati Uniti                                                            | 0 – 0                                                                  | Bolivia                                                                | ?                                                                      | ?-                                                                                 | All:Xabier Azkargorta                                                  |
| 27/05/1993                                                             | Cochabamba                                                             | Bolivia                                                                | 2 – 1                                                                  | Paraguay                                                               | Peace of Chaco Cup                                                     | ?                                                                                  | All:Xabier Azkargorta                                                  |
| 06/06/1993                                                             | Lima\|Lima (Perù)\|Lima                                                | Perù                                                                   | 1 – 0                                                                  | Bolivia                                                                | ?                                                                      | ?                                                                                  | All:Xabier Azkargorta                                                  |
| 13/06/1993                                                             | La Paz                                                                 | Bolivia                                                                | 1 – 3                                                                  | Cile                                                                   | ?                                                                      | ?                                                                                  | All:Xabier Azkargorta                                                  |
| 17/06/1993                                                             | Guayaquil                                                              | Argentina                                                              | 1 – 0                                                                  | Bolivia                                                                | Coppa America 1993                                                     | -                                                                                  | All:Xabier Azkargorta                                                  |
| 20/06/1993                                                             | Machala                                                                | Colombia                                                               | 1 – 1                                                                  | Bolivia                                                                | Coppa America 1993                                                     | Marco Etcheverry                                                                   | All:Xabier Azkargorta                                                  |
| 23/06/1993                                                             | Portoviejo                                                             | Messico                                                                | 0 – 0                                                                  | Bolivia                                                                | Coppa America 1993                                                     | -                                                                                  | All:Xabier Azkargorta                                                  |
| 18/07/1993                                                             | Puerto Ordaz                                                           | Venezuela                                                              | 1 – 7                                                                  | Bolivia                                                                | Qual. Mondiali 1994                                                    | Óscar Carmelo Sánchez (3), Luis Ramallo (3), Luis Cristaldo                        | All:Xabier Azkargorta                                                  |
| 25/07/1993                                                             | La Paz                                                                 | Bolivia                                                                | 2 – 0                                                                  | Brasile                                                                | Qual. Mondiali 1994                                                    | Marco Etcheverry, Álvaro Peña                                                      | All:Xabier Azkargorta                                                  |
| 08/08/1993                                                             | La Paz                                                                 | Bolivia                                                                | 3 – 1                                                                  | Uruguay                                                                | Qual. Mondiali 1994                                                    | Erwin Sánchez, Marco Etcheverry, José Milton Melgar                                | All:Xabier Azkargorta                                                  |
| 15/08/1993                                                             | La Paz                                                                 | Bolivia                                                                | 1 – 0                                                                  | Ecuador                                                                | Qual. Mondiali 1994                                                    | Luis Ramallo                                                                       | All:Xabier Azkargorta                                                  |
| 22/08/1993                                                             | La Paz                                                                 | Bolivia                                                                | 7 – 0                                                                  | Venezuela                                                              | Qual. Mondiali 1994                                                    | Luis Ramallo (2), José Milton Melgar, Erwin Sánchez, Marco Sandy, Marco Etcheverry | All:Xabier Azkargorta                                                  |
| 29/08/1993                                                             | Recife                                                                 | Brasile                                                                | 6 – 0                                                                  | Bolivia                                                                | Qual. Mondiali 1994                                                    | -                                                                                  | All:Xabier Azkargorta                                                  |
| 12/09/1993                                                             | Montevideo                                                             | Uruguay                                                                | 2 – 1                                                                  | Bolivia                                                                | Qual. Mondiali 1994                                                    | Luis Ramallo                                                                       | All:Xabier Azkargorta                                                  |
| 19/09/1993                                                             | Guayaquil                                                              | Ecuador                                                                | 1 – 1                                                                  | Bolivia                                                                | Qual. Mondiali 1994                                                    | Luis Ramallo                                                                       | All:Xabier Azkargorta                                                  |
| 18/02/1994                                                             | Miami                                                                  | Stati Uniti                                                            | 1 – 1                                                                  | Bolivia                                                                | Joe Robbie Cup                                                         | ?                                                                                  | All:Xabier Azkargorta                                                  |
| 20/02/1994                                                             | Miami                                                                  | Colombia                                                               | 2 – 0                                                                  | Bolivia                                                                | Joe Robbie Cup                                                         | -                                                                                  | All:Xabier Azkargorta                                                  |
| 26/03/1994                                                             | Dallas                                                                 | Stati Uniti                                                            | 2 – 2                                                                  | Bolivia                                                                | ?                                                                      | ?                                                                                  | All:Xabier Azkargorta                                                  |
| 07/04/1994                                                             | Villavicencio                                                          | Colombia                                                               | 0 – 1                                                                  | Bolivia                                                                | ?                                                                      | ?                                                                                  | All:Xabier Azkargorta                                                  |
| 20/04/1994                                                             | Bucarest                                                               | Romania                                                                | 3 – 0                                                                  | Bolivia                                                                | ?                                                                      | -                                                                                  | All:Xabier Azkargorta                                                  |
| 04/05/1994                                                             | Cannes                                                                 | Arabia Saudita                                                         | 0 – 1                                                                  | Bolivia                                                                | ?                                                                      | ?                                                                                  | All:Xabier Azkargorta                                                  |
| 11/05/1994                                                             | Atene                                                                  | Camerun                                                                | 1 – 1                                                                  | Bolivia                                                                | ?                                                                      | ?                                                                                  | All:Xabier Azkargorta                                                  |
| 13/05/1994                                                             | Atene                                                                  | Grecia                                                                 | 0 – 0                                                                  | Bolivia                                                                | ?                                                                      | -                                                                                  | All:Xabier Azkargorta                                                  |
| 19/05/1994                                                             | Reykjavík                                                              | Islanda                                                                | 1 – 0                                                                  | Bolivia                                                                | ?                                                                      | -                                                                                  | All:Xabier Azkargorta                                                  |
| 24/05/1994                                                             | Dublino                                                                | Irlanda                                                                | 1 – 0                                                                  | Bolivia                                                                | ?                                                                      | -                                                                                  | All:Xabier Azkargorta                                                  |
| 08/06/1994                                                             | Santa Cruz de la Sierra                                                | Bolivia                                                                | 0 – 0                                                                  | Perù                                                                   | ?                                                                      | -                                                                                  | All:Xabier Azkargorta                                                  |
| 11/06/1994                                                             | Montréal                                                               | Bolivia                                                                | 0 – 0                                                                  | Svizzera                                                               | ?                                                                      | -                                                                                  | All:Xabier Azkargorta                                                  |
| 17/06/1994                                                             | Chicago                                                                | Germania                                                               | 1 – 0                                                                  | Bolivia                                                                | Mondiali 1994                                                          | -                                                                                  | All:Xabier Azkargorta                                                  |
| 23/06/1994                                                             | Boston                                                                 | Corea del Sud                                                          | 0 – 0                                                                  | Bolivia                                                                | Mondiali 1994                                                          | -                                                                                  | All:Xabier Azkargorta                                                  |
| 27/06/1994                                                             | Chicago                                                                | Bolivia                                                                | 1 – 3                                                                  | Spagna                                                                 | Mondiali 1994                                                          | Erwin Sánchez                                                                      | All:Xabier Azkargorta                                                  |
| 21/09/1994                                                             | Santiago del Cile                                                      | Cile                                                                   | 1 – 2                                                                  | Bolivia                                                                | ?                                                                      | ?                                                                                  | All:Xabier Azkargorta                                                  |
| Totale                                                                 |                                                                        | Presenze                                                               | 220                                                                    |                                                                        | Reti                                                                   | 232                                                                                |                                                                        |